# Andrea Thomas (atlete 1968)
Andrea Thomas (Clarendon, 3 augustus 1968) is een voormalig atlete uit Jamaica.
Op de Olympische Zomerspelen van Los Angeles in 1984 liep Thomas voor Jamaica de 4x400 meter estafette.
Vier jaar later, op de Olympische Zomerspelen van Seoul in 1988 liep ze wederom de 4x400 meter estafette. Dit maal behaalde het Jamaicaans estafette-team de finale, waarin ze vijfde werden. In de finale liep ze tegen haar Duitse naamgenoot Andrea Thomas, die met het Duitse team vierde werd.
- World Athletics: 14285950